# Szlak konny

Symbol szlaku konnego

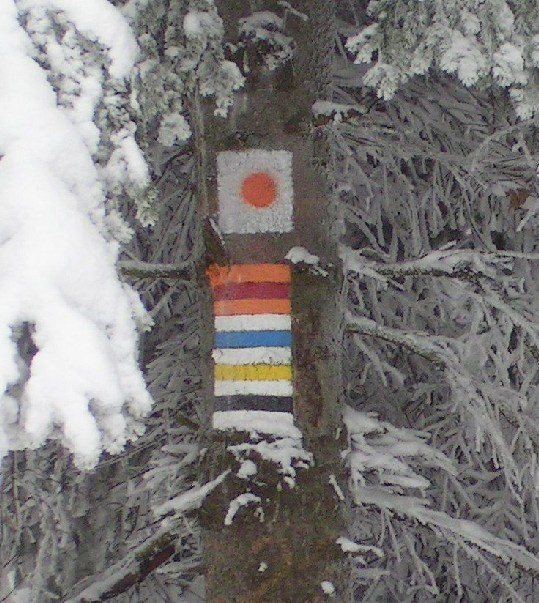
Oznaczenie szlaku konnego na drzewie, pierwszy od góry

Szlak konny (inaczej jeździecki) - ogólnodostępny i oznakowany rodzaj szlaku turystycznego (najczęściej droga leśna), udostępniony bezpłatnie do użytku wyłącznie przez turystów poruszających się konno. Podstawowym symbolem szlaku konnego jest pomarańczowe koło na białym tle umieszczane wzdłuż szlaku. Szlaki konne można podzielić na nizinne i górskie.